# Rebra (Berg)
Der Rebra (ukrainisch und russisch Ребра) ist ein 2001 m hoher Berg im mittleren Teil des Bergrückens der „Schwarzen Berge“, dem höchsten Gebirgszug der Waldkarpaten in der Ukraine.
Der im Biosphärenreservat Karpaten liegende Berg ist der niedrigste der sechs Zweitausender in der Ukraine.
Er liegt auf der Grenze der Oblast Transkarpatien und der Oblast Iwano-Frankiwsk und auf der ehemaligen polnisch-tschechoslowakischen Grenze, was sich an Resten von Stacheldraht am Berg zeigt.